# SMS Prinz Adalbert
SMS Prinz Adalbert var en pansarkryssare i kejserliga tyska flottan. Hon var det andra fartyget av två i Prinz Adalbert-klass, som hon bildade tillsammans med systerfartyget SMS Friedrich Carl. Huvudbestyckningen utgjordes av fyra 21 cm kanoner i två dubbeltorn, ett i fören och ett i aktern, och den sekundära bestyckningen av tio 15 cm kanoner i kasematter. Prinz Adalbert bygges på Kaiserliche werft i Kiel och sjösattes den 22 juni 1901. Den 12 januari 1904 togs hon i tjänst av flottan.
Den 19 oktober 1915 torpederades Prinz Adalbert av den brittiska ubåten HMS E8  i Östersjön, nära Libau. Torpeden träffade fartyget i ammunitionsdurken, vilket sprängde henne i två delar. Endast tre ur den 675 man starka besättningen överlevde förlisningen. Vraket återfanns av SVT:s expedition Vrakletarna, som sändes i SVT 21/11 2007 - 10/1 2008.
Fartyget fick sitt namn efter prins Adalbert av Preussen, kejsar Vilhelm II:s son.